# Israel Houghton
Israel Houghton (Oceanside, California, 19 de mayo de 1971) es un cantante y líder cristiano evangélico estadounidense reconocido dentro de la música por fusionar distintos tipos de estilos abocándolos a la música cristiana de donde se pueden apreciar, en primer lugar, el góspel junto con el jazz y rock.
Dentro de su fe cristiana, Israel Houghton no solo se desempeñaba como cantante o músico, sino que a la vez fue un ministro en la alabanza y la adoración en la Iglesia Lakewood, pastoreada por Joel Osteen.

## Carrera musical

### Premios
En 2005, su álbum "Live from another Level" y el sencillo "Again I say rejoice", obtuvo un Premio Dove (Dove Award) por "Álbum de Góspel contemporáneo del año" y "Disco de Góspel contemporáneo del año", respectivamente.
En 2006, el sencillo "Not Forgotten", del álbum "Alive in South Africa" recibió el Premio Dove por "Canción grabada de Góspel Contemporáneo".
En 2007, obtuvo dos premios del mismo álbum; el primero por la canción "Turn It Around", la cual recibió el mismo Premio Dove por "Canción grabada de Góspel Contemporáneo". El segundo premio a su proyecto, grabado en vivo en ciudad del Cabo, fue un Premio Grammy (Grammy Award) por "Mejor Álbum de Góspel Tradicional".

### Producción
Israel Houghton produjo un álbum de Michael Gungor llamado "Bigger than my imagination", el cual fue reconocido y aclamado como "uno de los mejores álbumes de adoración del año" en una revisión de Christianity Today del 2003.

## Vida personal
El 12 de agosto de 2016 se comprometió con la cantante y actriz Adrienne Bailon después de seis meses de relación. Se casaron en París el 11 de noviembre de 2016. Houghton ya tenía cuatro hijos de una relación anterior.
En agosto de 2022 nació su hijo Ever James, a través de maternidad subrogada.

## Discografía

### Álbumes
- Whisper It Loud (1997)
- Nueva Generación (2001)
- New Season (2001)
- Real (2002)
- Live From Another Level (2004)
- Alive In South Africa (2005)
- A Timeless Christmas (2006)
- A Deeper Level (Live) (2007)
- The Power of One (2009)
- Love God, Love People (2010)
- Decade (2012)
- Jesus at the Center: Live (2012)
- Jesús En El Centro (2013)
- Covered (Alive in Asia) (2015)
- Road to DeMaskUs (2018)
- Feels Like Home (2021)

## Remixes

### Jesús En El Centro (2013) (Te Amo)
- Risen - Israel & New Breed (Instrumental)

### Covered (Alive in Asia) (2015) (Risen)
- Te Amo - Israel & New Breed (Instrumental)